# Jason Hammel (baseball)
Pour les articles homonymes, voir Hammel.
Jason Aron Hammel (né le 2 septembre 1982 à Greenville, Caroline du Sud, États-Unis) est un lanceur droitier qui a joué dans la Ligue majeure de baseball de 2006 à 2018. 
Il a fait partie de l'équipe des Cubs de Chicago championne de la Série mondiale 2016.

## Carrière

### Devil Rays de Tampa Bay

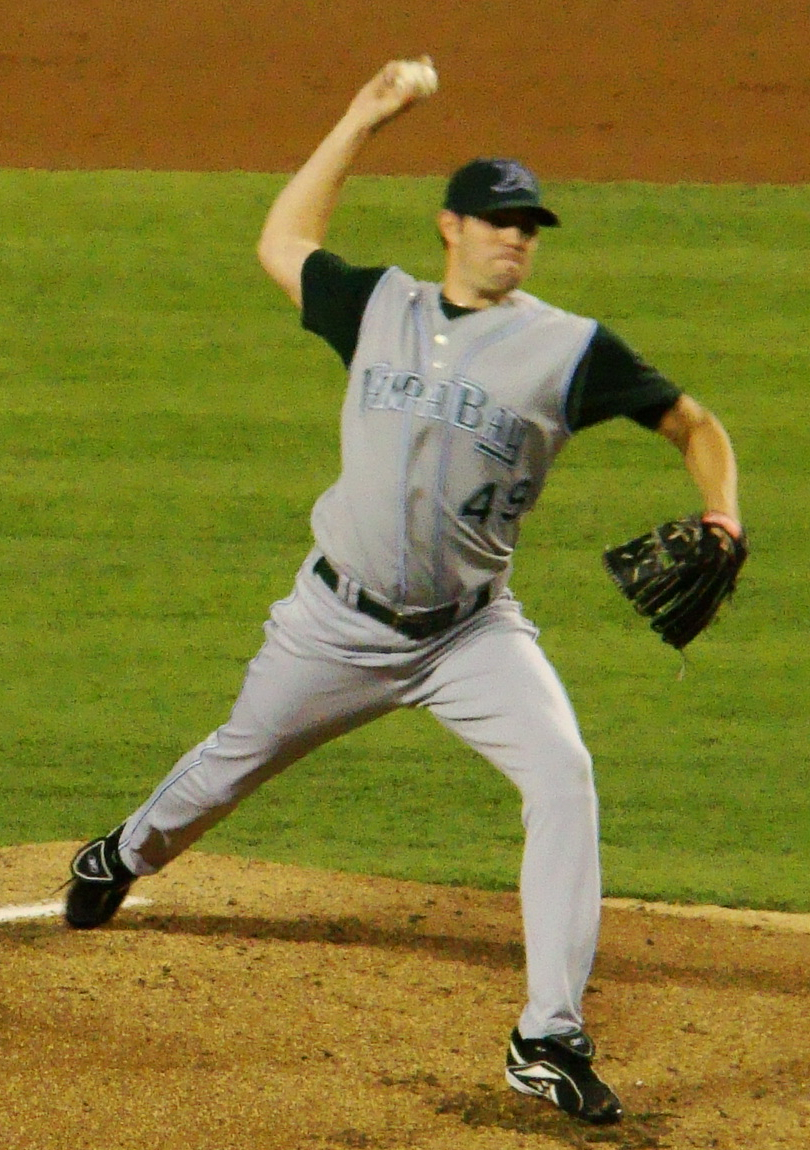
Jason Hammel avec Tampa Bay en 2007.

Jason Hammel est repêché en juin 2000 par les Mariners de Seattle, mais il repousse l'offre afin de poursuivre ses études. 
Il repousse ensuite une offre des Devil Rays de Tampa Bay en juin 2001 avant de rejoindre les rangs professionnels après le repêchage amateur de 2002 au cours duquel il est sélectionné une nouvelle fois par les Rays.
Jason Hammel débute en Ligue majeure le 11 avril 2006.

### Rockies du Colorado
Il est échangé aux Rockies du Colorado le 5 avril 2009.

### Orioles de Baltimore

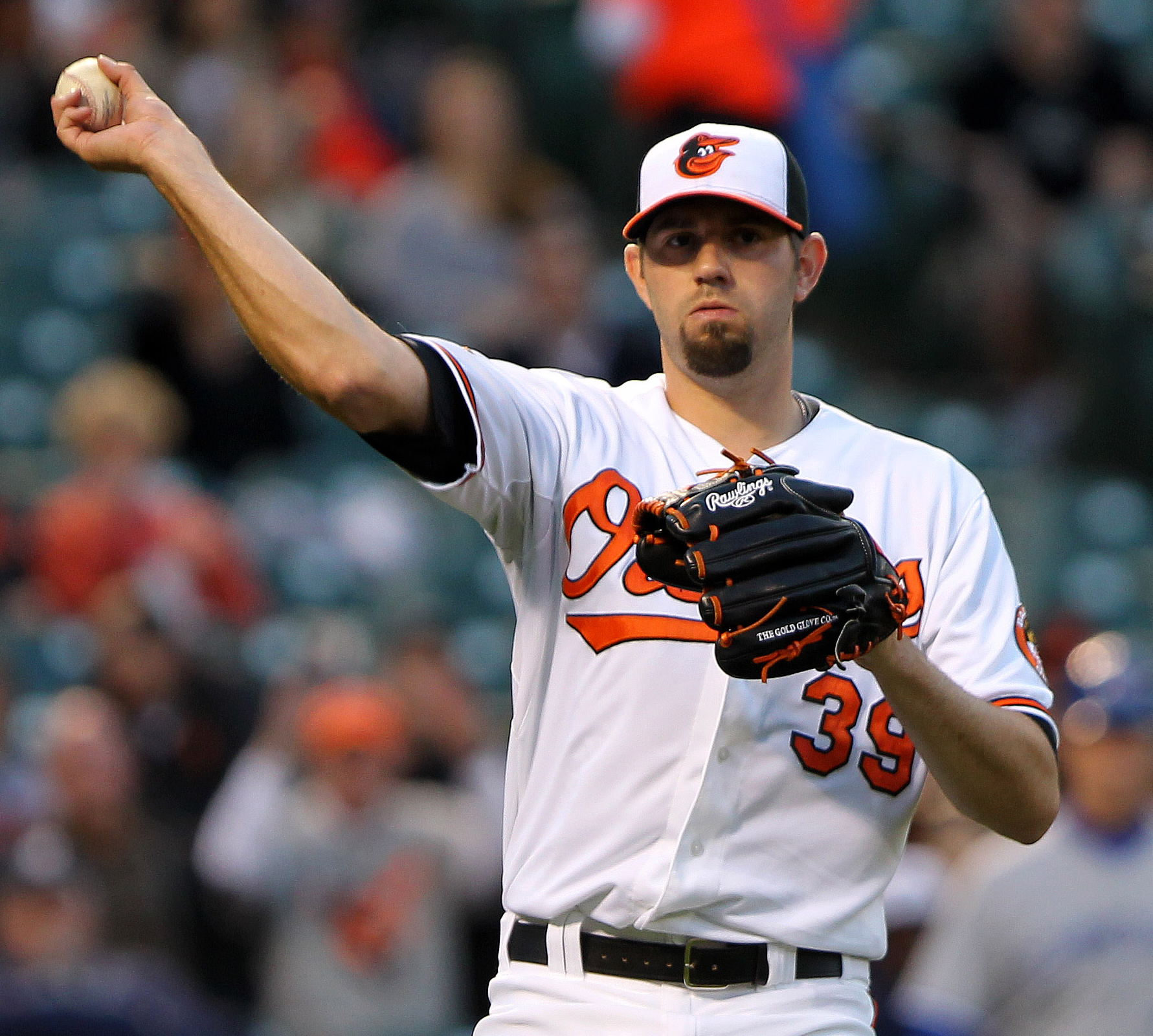
Jason Hammel en 2012 avec les Orioles de Baltimore.

Le 6 février 2012, les Rockies échangent Hammel et Matt Lindstrom aux Orioles de Baltimore en retour du lanceur gaucher Jeremy Guthrie. 
À son premier départ pour les Orioles le 8 avril 2012, Hammel lance 7 manches sans accorder de coup sûr aux Twins du Minnesota avant de perdre son match sans point ni coup sûr face au premier frappeur de la 8e reprise, Justin Morneau. Le 16 juin suivant, il lance un match d'un seul coup sûr dans une victoire de 5-0 des Orioles sur les Braves d'Atlanta et réalise du même coup le premier blanchissage de sa carrière.
En 2012, Jason Hammel maintient une moyenne de points mérités de 3,43 en 20 départs et 118 manches lancées pour les Orioles, remportant 8 victoires contre 6 défaites.
En 2013, sa fiche pour Baltimore est de 7-8 avec une moyenne qui grimpe à 4,97 en 139 manches et un tiers au monticule. Il débute 23 parties et effectue 3 sorties en relève. Il est le lanceur partant des Orioles pour leur match d'ouverture de la saison 2013 face aux Rays de Tampa Bay.

### Cubs de Chicago
Devenu agent libre, Hammel rejoint les Cubs de Chicago le 13 février 2014 sur un contrat d'une saison.
Pour une équipe de dernière place, Jason Hammel se montre très fiable en première moitié de saison 2014 : 7 victoires, 5 défaites, 97 retraits sur des prises et une moyenne de points mérités de 3,98 en 102 manches et deux tiers lancées lors de 16 départs.

### Athletics d'Oakland
Le 4 juillet 2014, les Cubs de Chicago échangent Hammel et son collègue lanceur droitier Jeff Samardzija aux Athletics d'Oakland contre l'arrêt-court Addison Russell et le voltigeur Billy McKinney, tous deux anciens choix de première ronde, ainsi que le lanceur droitier Dan Straily.
À l'inverse de Samardzija, Hammel éprouve beaucoup d'ennuis dans le dernier droit de la saison après le transfert chez les A's : en 12 départs et une présence en relève, il encaisse six défaites contre deux victoires et sa moyenne de points mérités s'élève à 4,26 en 67 manches et deux tiers au monticule.
Il termine la saison 2014 avec une fiche victoires-défaites de 10-11 et une moyenne de 3,47 points mérités par partie en 30 matchs, dont 29 départs, et 176 manches et un tiers lancées.

### Retour chez les Cubs
Devenu agent libre après son bref passage à Oakland, Hammel retourne chez les Cubs le 12 décembre 2014 lorsqu'il signe un contrat de 18 millions de dollars pour deux saisons.
Hammel remporte 10 matchs contre 7 défaites en 31 départs en 2015 et maintient une moyenne de points mérités de 3,74 en 170 manches et deux tiers lancées. Il ne lance que 4 manches et un tiers en deux départs dans les séries éliminatoires et accorde un total de 7 points mérités et 3 coups de circuit.
Malgré une saison de 15 victoires (contre 10 défaites) et une moyenne de points mérités de 3,83 en 30 départs et 166 manches et deux tiers lancées durant la saison régulière 2016, Hammel est laissé de côté durant les séries éliminatoires qui suivent. Même s'il ne joue pas, il est membre de l'équipe des Cubs de Chicago championne de la Série mondiale 2016.

### Royals de Kansas City
Le 8 février 2017, Hammel signe un contrat de deux saisons avec les Royals de Kansas City.